# Codrington College

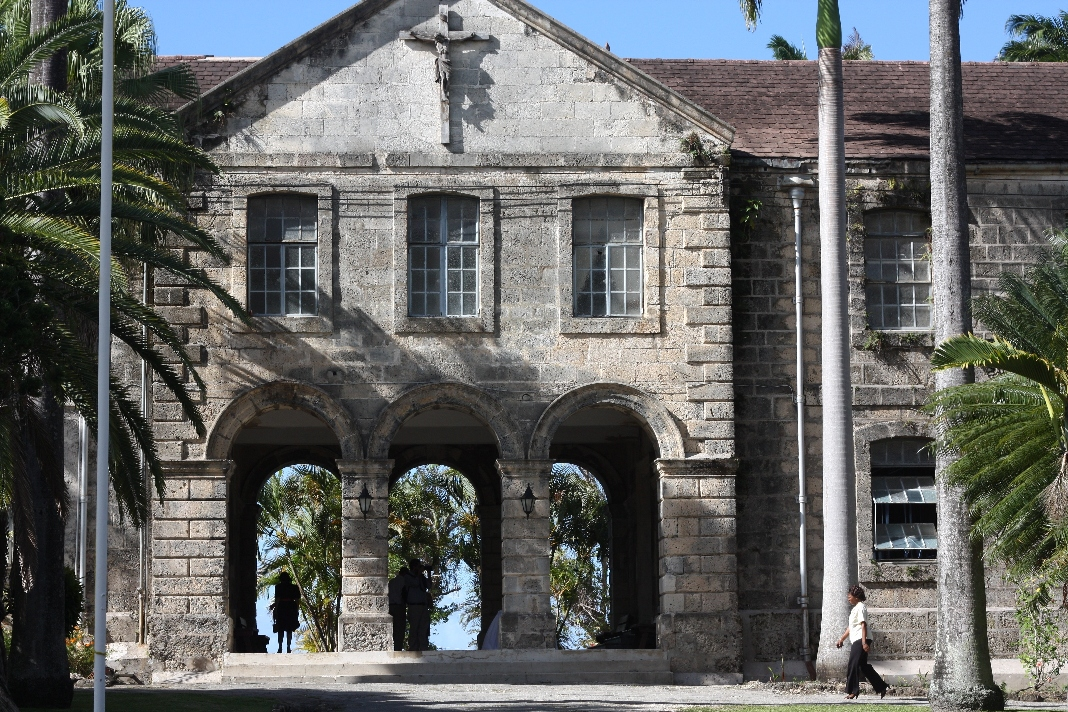
Codrington College

Codrington College – anglikańskie seminarium duchowne na Barbadosie, w parafii Saint John. Zostało założone przez Christophera Codringtona, który przed swoją śmiercią w 1710 roku przekazał część swoich dóbr- dwie plantacje na Barbadosie i ziemię na Barbudzie na założenie szkoły na Barbadosie. Budowa rozpoczęła się w roku 1714, a oficjalne otwarcie odbyło się prawdopodobnie 9 września 1745 r.
Na początku była to szkoła ogólnokształcąca, a zaawansowane kształcenie rozpoczęła na początku 1748 roku. Szkoła służyła jako przygotowanie dla uczniów - głównie synów lokalnej szlachty - przed pójściem do angielskich uniwersytetów.
Pierwsze święcenie odbyło się w 1759, a już w 1830 roku szkoła zajmowała się głównie przygotwywaniem przyszłych kapłanów do święceń. I tak szkoła stała się jedną z pierwszych seminariów Kościoła Anglikńskiego. W 1831 wyspę nawiedził huragan, w wyniku którego budynek szkoły został prawie całkowicie zniszczony, lecz niedługo później został odbudowany.
W 1875 szkoła została stowarzyszona z Uniwersytetem Durham, co zaowocowało większą ilością uczniów. W roku 1965 szkoła została włączona w struktury Uniwersytetu Indii Zachodnich i tak jest do dzisiaj.
Szkoła utrzymuje także kilka archiwów o kościołach Indii Zachodnich.